# QtParted
QtParted es una aplicación para Linux que es usada para crear, eliminar, redimensionar o administrar particiones del disco duro. Utiliza la biblioteca GNU Parted y su interfaz está escrita con la biblioteca  Qt. Como GNU Parted, tiene soporte inherente para redimensionar particiones NTFS, usando la utilidad ntfsresize. Se incluye de forma predeterminada en varias distribuciones como Kubuntu.
El equipo QtParted no provee soporte para usar su aplicación en un Live CD, a diferencia de GParted. Sin embargo, QtParted está incluido en Knoppix, en MEPIS, en Nimblex y en Trinity Rescue Kit.
Después de no ser mantenido desde 2005, su objetivo ha sido continuado por KDE Partition Manager.